# Kasteel van Marke

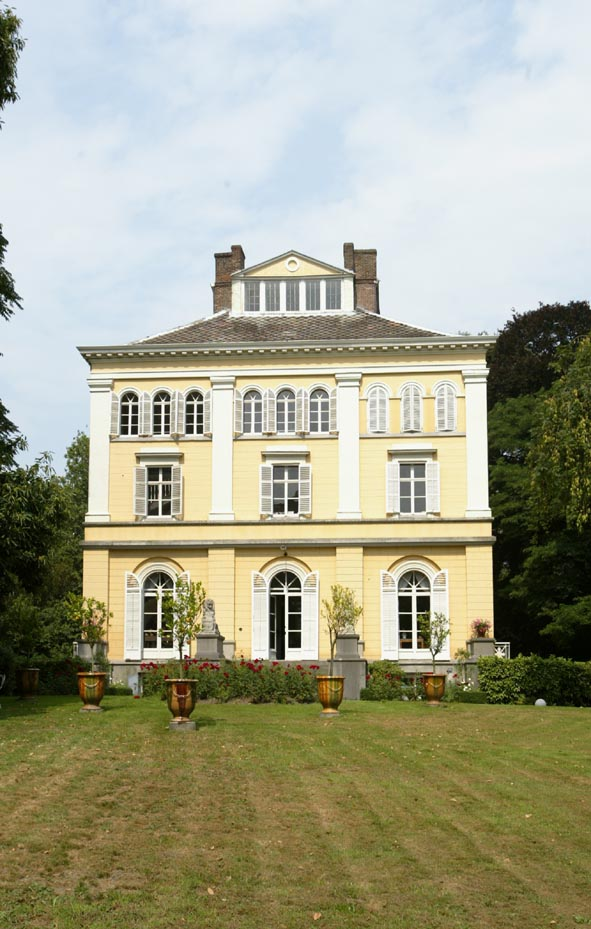
Het landhuis in 2003

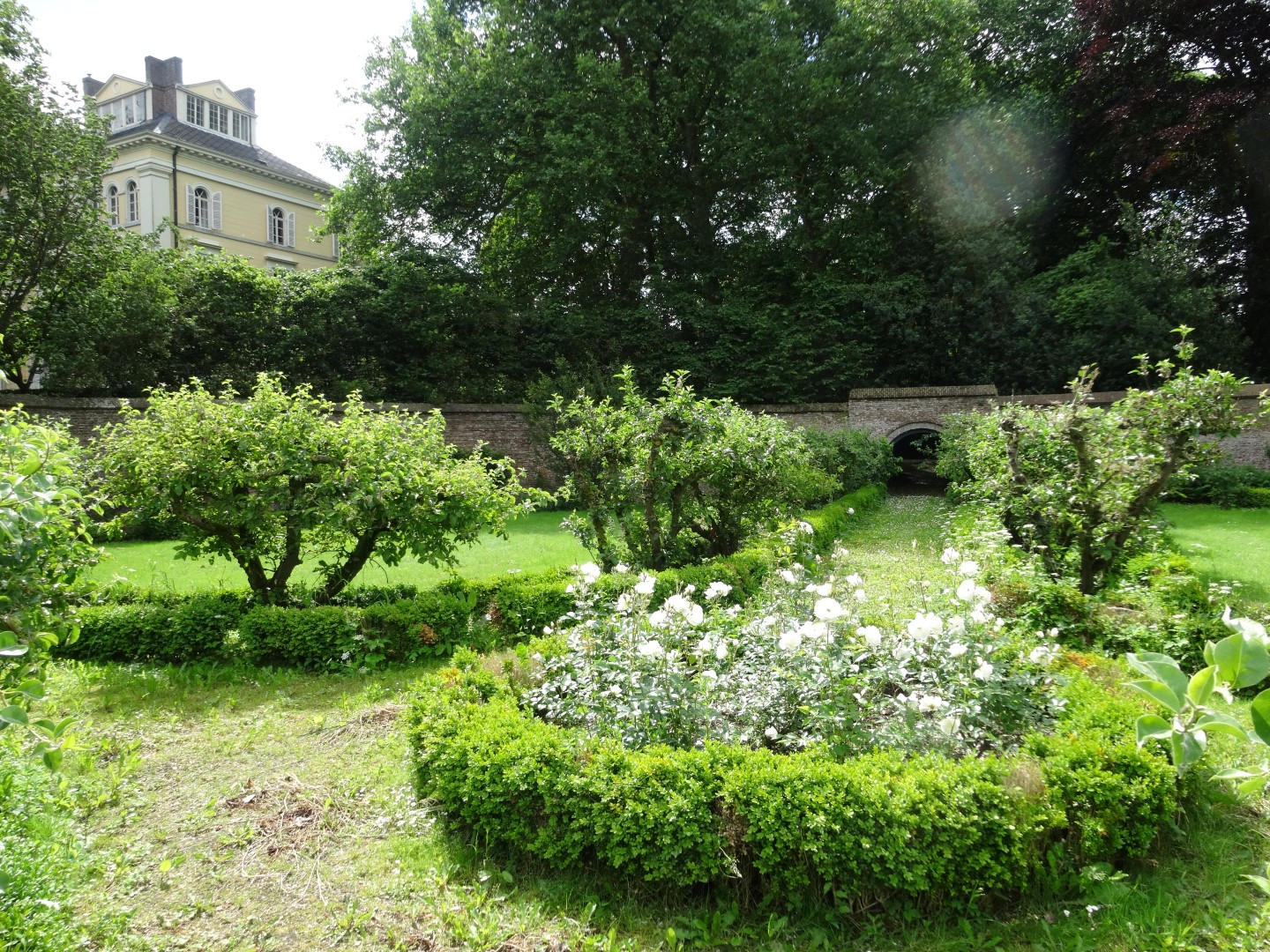
De ovale moestuin

Het Kasteel van Marke is een kasteel in de tot de West-Vlaamse gemeente Kortrijk behorende deelgemeente Marke, gelegen aan Kasteeldreef 10-12.

## Geschiedenis
Het betreft een kasteel, feitelijk een landhuis, dat tussen 1802 en 1807 werd gebouwd in opdracht van linnenhandelaar François van Ruymbeke en zijn vrouw Marie-Thérèse Delebecq welke weduwe was van Jean de Bethune. Architect was Jean-Baptiste Pisson. Sindsdien bleef het domein in bezit van de familie De Bethune. De omringende Engelse landschapstuin werd ontworpen door Benjamin Dewarlez.

## Gebouw
Het is een gebouw op vierkante plattegrond, uitgevoerd in directoire-stijl. De architectuur is beïnvloed door die van Palladio. Het interieur, vervaardigd 1808-1811, werd uitgevoerd in de overgang tussen directoire- en empirestijl. Motieven uit het antieke Egypte werden meerdere malen toegepast. De laatste salon werd in 1840 verwijderd en toont de kenmerken van het neoclassicisme. Een blikvanger is de ronde trapzaal met een buitgengewone wenteltrap die boven naar de tweede verdieping spiraalt. Op de bovenverdieping bevindt zich een belvédère.
In de tuin vindt men een volledige ommuurde moestuin en een in 1810 aangelegde orangerie, tegenwoordig bibliotheek. Er zijn paardenstallen en een hovenierswoning van 1840 en een koetshuis van 1880.